# Кубок Азербайджану з футболу 2014—2015
Кубок Азербайджану з футболу 2014–2015 — 23-й розіграш кубкового футбольного турніру в Азербайджані. Переможцем вчетверте у своїй історії став Карабах.

## Перший раунд
| Команда 1              | Рахунок | Команда 2                 |
| ---------------------- | ------- | ------------------------- |
| 22 жовтня 2014         |         |                           |
| Карадаг (Локбатан) (2) | 1:0     | Зіра (2)                  |
| МОІК (2)               | 1:0     | Локомотив (Баладжари) (2) |

## Другий раунд
| Команда 1       | Рахунок         | Команда 2              |
| --------------- | --------------- | ---------------------- |
| 3 грудня 2014   |                 |                        |
| Хазар-Ланкаран  | +:-             | Араз-Нахічевань        |
| Нефтчала (2)    | 1:2             | АЗАЛ                   |
| Нефтчі (Баку)   | 3:0             | Карадаг (Локбатан) (2) |
| ФК Сумгаїт      | 0:0 дч пен. 3:4 | Баку                   |
| Габала          | 3:0             | Аксу (2)               |
| Карабах (Агдам) | 4:2             | МОІК (2)               |
| Сімург          | 6:0             | Ряван (2)              |
| Шахдаг (2)      | 0:3             | Інтер (Баку)           |

## Чвертьфінали
Перші матчі відбулися 4 березня, а матчі-відповіді 13 березня 2015 року.
| Команда 1       | Заг. | Команда 2      | 1-й матч | 2-й матч |
| --------------- | ---- | -------------- | -------- | -------- |
| Нефтчі (Баку)   | 1:0  | АЗАЛ           | 0:0      | 1:0      |
| Карабах (Агдам) | 7:1  | Баку           | 3:0      | 4:1      |
| Інтер (Баку)    | 5:0  | Хазар-Ланкаран | 2:0      | 3:0      |
| Габала          | 0:3  | Сімург         | 0:3      | 0:0      |

## Півфінали
Перші матчі відбулися 13 квітня, а матчі-відповіді 21 квітня 2015 року.
| Команда 1       | Заг. | Команда 2    | 1-й матч | 2-й матч |
| --------------- | ---- | ------------ | -------- | -------- |
| Карабах (Агдам) | 1:0  | Сімург       | 1:0      | 0:0      |
| Нефтчі (Баку)   | 3:2  | Інтер (Баку) | 2:0      | 1:2      |

## Фінал
| 3 червня 2015 19:00 (UTC+4) |

| Карабах (Агдам)             | 3:1      | Нефтчі (Баку) |
| --------------------------- | -------- | ------------- |
| Рейналдо 5', 39' Муарем 85' | Протокол | Нфор 77'      |

| Міський стадіон, Габала Глядачів: 4 500 Арбітр: Рахім Гасанов |